# توت آبی
 ماهونیا یا زرشک آبی(نام علمی: Mahonia repens) نام یک گونه از تیره زرشکیان است. این گیاه را نباید با توت‌آبی اشتباه گرفت.